# Rifugio Tita Secchi
Das Rifugio Tita Secchi ist eine Schutzhütte in der italienischen Region Lombardei in der Adamellogruppe. Es liegt auf einer Höhe von 2367 m innerhalb der Gemeinde Breno. Die Hütte wird von Juni bis Oktober bewirtschaftet und bietet 60 Bergsteigern Schlafplätze.